# Kothmühle (Postbauer-Heng)
Kothmühle ist ein Ortsteil des Marktes Postbauer-Heng im Oberpfälzer Landkreis Neumarkt in der Oberpfalz. 

## Geographie
Die Einöde liegt ungefähr 1,5 km westlich vom Hauptort Postbauer-Heng und ist durch eine Gemeindestraße erschlossen.